# Gouvernement Fernández Vara II
Pour les articles homonymes, voir gouvernement Fernández Vara.
 Estrémadure
Monago Fernández Vara III
Le gouvernement Fernández Vara II est le gouvernement d'Estrémadure entre le 7 juillet 2015 et le 2 juillet 2019, durant la IXe législature de l'Assemblée d'Estrémadure. Il est présidé par Guillermo Fernández Vara.

## Composition

### Initiale
| Fonction                                                                              | Titulaire | Titulaire                                                        | Parti   |
| ------------------------------------------------------------------------------------- | --------- | ---------------------------------------------------------------- | ------- |
| Président                                                                             |           | Guillermo Fernández Vara                                         | PSOE-Ex |
| Conseillère aux Finances et à l'Administration publique                               |           | Pilar Blanco-Morales Limones                                     | PSOE-Ex |
| Conseiller à l'Économie et aux Infrastructures                                        |           | José Luis Navarro Ribera                                         | PSOE-Ex |
| Conseiller à l'Environnement, à la Ruralité, aux Politiques agraires et au Territoire |           | Santos Jorna Escobero (jusqu'au 15/09/2015) Begoña García Bernal | PSOE-Ex |
| Conseillère à l'Éducation et à l'Emploi                                               |           | Esther Gutiérrez Morán                                           | PSOE-Ex |
| Conseiller à la Santé et aux Politiques sociales                                      |           | José María Vergeles Blanca                                       | PSOE-Ex |

- Isabel Gil Rosiña est également nommée porte-parole de la Junte.

### Remaniement du31 octobre 2017
- Les nouveaux conseillers sont indiqués en gras, ceux ayant changé d'attributions en italique.

| Fonction                                                                               | Titulaire | Titulaire                                                         | Parti   |
| -------------------------------------------------------------------------------------- | --------- | ----------------------------------------------------------------- | ------- |
| Président                                                                              |           | Guillermo Fernández Vara                                          | PSOE-Ex |
| Vice-présidente Conseillère aux Finances et à l'Administration publique                |           | Pilar Blanco-Morales Limones                                      | PSOE-Ex |
| Conseiller à l'Économie et aux Infrastructures                                         |           | José Luis Navarro Ribera (jusqu'au 01/08/2018) Olga García García | PSOE-Ex |
| Conseillère à l'Environnement, à la Ruralité, aux Politiques agraires et au Territoire |           | Begoña García Bernal                                              | PSOE-Ex |
| Conseillère à l'Éducation et à l'Emploi                                                |           | Esther Gutiérrez Morán                                            | PSOE-Ex |
| Conseiller à la Santé et aux Politiques sociales                                       |           | José María Vergeles Blanca                                        | PSOE-Ex |
| Conseiller à la Culture et à l'Égalité                                                 |           | Leire Iglesias Santiago                                           | PSOE-Ex |